# Trachyleberidinae
Trachyleberidinae is een onderfamilie van kreeftachtigen uit de klasse van de Ostracoda (mosselkreeftjes).

## Geslachten
- Okadaleberis Bonaduce, Ruggieri, Russo & Bismuth, 1992 †
- Parexophthalmocythere Oertli, 1959 †
- Platycythereis Triebel, 1940 †
- Rehacythereis Gruendel, 1973 †
- Trachyleberis Brady, 1898